# Nuốc đuôi đen
Trogon melanurus là một loài chim trong họ Trogonidae.